# Roslyn (Dakota du Sud)
Pour les articles homonymes, voir Roslyn.
Roslyn est une municipalité américaine située dans le comté de Day, dans l'État du Dakota du Sud.
Fondée en 1914, la localité doit son nom à la contraction de « Rosholt » et « Lynn », deux lacs situés à proximité.

## Démographie
| 1920 | 1930 | 1940 | 1950 | 1960 | 1970 |
| ---- | ---- | ---- | ---- | ---- | ---- |
| 211  | 237  | 253  | 222  | 256  | 250  |

| 1980 | 1990 | 2000 | 2010 | - | - |
| ---- | ---- | ---- | ---- | - | - |
| 261  | 251  | 225  | 183  | - | - |

Selon le recensement de 2010, Roslyn compte 183 habitants. La municipalité s'étend sur 0,2 milles carrés (0,52 km2).